# Leskea undata
Leskea undata là một loài Rêu trong họ Leskeaceae. Loài này được Hedw. mô tả khoa học đầu tiên năm 1801.